# Peterson Rosa
Pour les articles homonymes, voir Rosa.
Peterson Rosa est un surfeur professionnel brésilien né le 19 septembre 1974 à Guarujá (État de Sao Polo).

## Palmarès
- 1 victoire sur le circuit majeur : RIO marathon Surf 1998
- classé 3 fois dans le top 10 mondial professionnel : n°8 en 1998, n°7 en 2001, n°10 en 2004.
- 3 fois vainqueur du circuit pro brésilien (abrasp)
- médaillé d'argent surfing games ISA 1998 (Portugal)